# بيل هاوك
بيل هاوك (بالإنجليزية: Bill Hawke)‏ هو لاعب كرة قاعدة أمريكي، ولد في 28 أبريل 1870 في إلسمر في الولايات المتحدة، وتوفي في 11 ديسمبر 1902 في ويلمنغتون في الولايات المتحدة.

## وصلات خارجية
- بيل هاوك على موقعبيزبول رفرنس.كوم (الدوري الرئيسي) (الإنجليزية)
- بيل هاوك على موقعبيزبول رفرنس.كوم (الدوري الثانوي) (الإنجليزية)
- بيل هاوك على موقع جمعية أبحاث البيسبول الأمريكية (الإنجليزية)
- بيل هاوك على موقع مشجعي الرسوم البيانية (الإنجليزية)